# Coprinellus plagioporus
Coprinellus plagioporus är en svampart som först beskrevs av Henri Romagnesi, och fick sitt nu gällande namn av Redhead, Vilgalys & Moncalvo 2001. Coprinellus plagioporus ingår i släktet Coprinellus och familjen Psathyrellaceae.  Arten är reproducerande i Sverige. Inga underarter finns listade i Catalogue of Life.